# Кома Діарасуба
Кома Діарасуба (д/н — бл. 1760) — засновник держави Нафана, фаама (володар) у 1720—1760 роках.

## Життєпис
Походив з роду вождів бамбара. Про молоді роки обмаль відомостей. Ймовірно напочатку XVIII ст. почав рух на південь. Це пов'язано було з поразкою у боротьбі за владу у внутрішній дельті Нігеру з іншим вождем бамбара — Бітоном Кулібалі.
Ймовірно близько 1720 року Кома Діарасуба прибув до регіону Бауле, де вступив у протистояння з вождями племен діула, що тут панували. На той час він також очолював коаліцію племен бамбара і споріднених з ним народів. Війна була тривалою, оскільки також довелося воювати проти племен малінке. Лише 1750 року вдалося захопити область Одієнне. Невдовзі Массамба Курума, володар Массали (сучасна Саматигіла) добровільно підкорився владі Коми Діарасуби.
Решту правління присвятив зміцненню держави. Помер близщько 1760 року. Йому спадкував син або онук Доссо Діарасуба.